# نادي ليريا لكرة السلة
نادي ليريا لكرة السلة (بالإسبانية: Club Bàsquet Llíria)‏ هو فريق كرة سلة إسباني تأسس في سنة 1945 يقع في منطقة بلنسية. لعب في الدوري الإسباني لكرة السلة.